# 망개떡

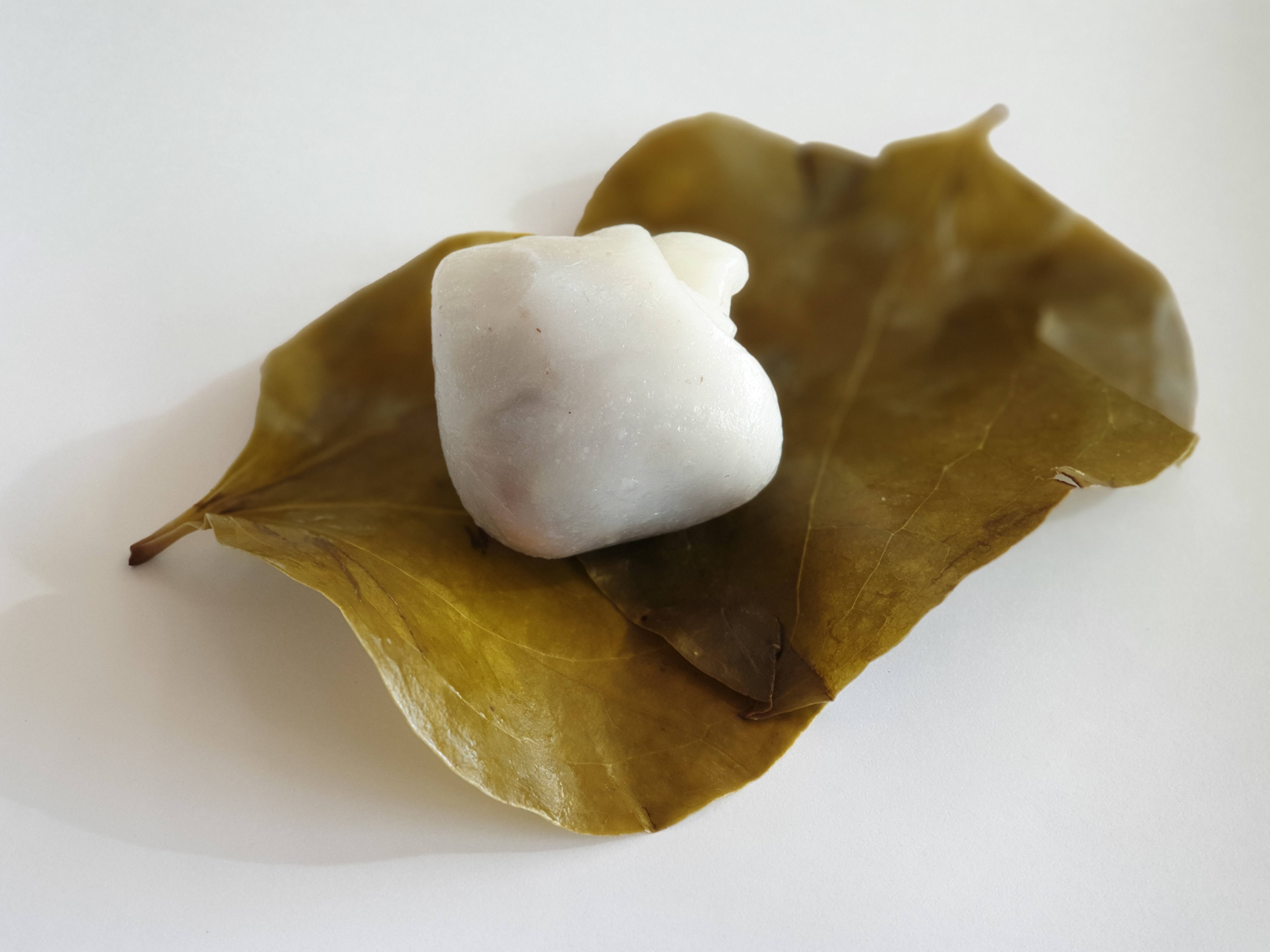
망개떡의 모습.

망개떡은 멥쌀로 만든 반죽을 망개나무 잎으로 싸서 찐 떡이다. 잎으로 떡을 싸서 찜으로서 떡이 서로 달라붙지 않고, 오랫동안 쉬지 않으며, 망개나무 잎 특유의 독특한 향이 배어 있다.

## 유래
경상도 지역에서는 청미래덩굴을 망개나무라 부르는데, 그 잎으로 싼 떡이라 하여 망개떡이라고 불리게 되었다.
망개떡에는 여러 가지 유래가 있는데, 임진왜란 당시 산 속으로 피해다닐 때 끼니 대신 먹었던 떡으로 망개잎으로 싸서 떡에 흙이나 먼지가 묻지 않도록 하면서 쉽게 상하지 않아 그렇게 먹기 시작했다고도 한다.
또 가야 백성들이 백제로 시집갈 때 싸갔던 음식이라고도 하며, 신선이 먹는 음식이라 하여 선유량(仙遺糧)이라고 불리기도 한다.